# Zhmerynka (huyện)
Huyện Zhmerynka (tiếng Ukraina: Жмеринський район, chuyển tự: Zhmerynkas’kyi raion) là một huyện của tỉnh Vinnytsia thuộc Ukraina. Huyện Zhmerynka có diện tích 1171 km², dân số theo điều tra dân số ngày 5 tháng 12 năm 2001 là 44134 người với mật độ 38 người/km2. Trung tâm huyện nằm ở Zhmerynka.